# Nati il 2 gennaio

## IX secolo(1)
- 869 - Yōzei, imperatore giapponese († 949)

## XIV secolo(1)
- 1370 - Pandolfo III Malatesta, condottiero italiano († 1427)

## XV secolo(5)
- 1403 - Bessarione, cardinale, umanista e filosofo bizantino († 1472)
- 1415 - Bernardo Cennini, orafo e tipografo italiano († 1498)
- 1486 - Guidobaldo Gondi, banchiere italiano († 1560)
- 1489 - Giovanni Bressani, poeta e umanista italiano († 1560)
- 1493 - Luigi di Borbone-Vendôme, cardinale e vescovo cattolico francese († 1557)

## XVI secolo(3)
- 1519 - Federico Badoer, letterato, ambasciatore e politico italiano († 1593)
- 1563 - John Dowland, compositore, cantante e liutista inglese († 1626)
- 1569 - Heribert Rosweyde, biografo e gesuita olandese († 1629)

## XVII secolo(16)
- 1602 - Rodrigo Ponce de León, nobile spagnolo († 1658)
- 1620 - Hendrick Mommers, pittore olandese († 1693)
- 1635 - Wilhelmus à Brakel, predicatore e teologo olandese († 1711)
- 1642 - Jan van Haensbergen, pittore, disegnatore e incisore olandese († 1705)
- 1642 - Mehmed IV, sultano ottomano († 1693)
- 1643 - Eleonora d'Este, principessa e religiosa italiana († 1722)
- 1646 - Bernardo Fedrighini, architetto italiano († 1733)
- 1652 - Michel Chamillart, politico e nobile francese († 1721)
- 1660 - Francesco II d'Este, nobile italiano († 1694)
- 1663 - Bartolomeo Massei, cardinale e arcivescovo cattolico italiano († 1745)
- 1674 - Bernardino Fergioni, pittore e incisore italiano († 1738)
- 1676 - Paolo Pannelli, pittore italiano († 1759)
- 1689 - Stefano Blascovich, vescovo cattolico dalmata († 1776)
- 1697 - Étienne-René Potier de Gesvres, cardinale e vescovo cattolico francese († 1774)
- 1697 - Emmanuel de Nay, conte di Richecourt, nobile e politico francese († 1759)
- 1699 - Osman III, sultano ottomano († 1757)

## XVIII secolo(31)
- 1702 - Giuseppe Palazzotto, architetto italiano († 1764)
- 1705 - Amadio Baldanzi, presbitero e medico italiano († 1789)
- 1706 - Girolamo Tartarotti, abate, letterato e filosofo italiano († 1761)
- 1713 - Marie Dumesnil, attrice teatrale francese († 1803)
- 1717 - Edward Seymour, IX duca di Somerset, nobile britannico († 1792)
- 1718 - Francesco Martinez, architetto italiano († 1777)
- 1721 - John Manners, marchese di Granby, politico e generale inglese († 1770)
- 1727 - James Wolfe, generale britannico († 1759)
- 1728 - Gesualdo Francesco Ferri, pittore italiano († 1799)
- 1729 - Johann Daniel Titius, astronomo tedesco († 1796)
- 1732 - František Xaver Brixi, compositore e organista ceco († 1771)
- 1742 - Giuseppe Manzoni, presbitero, scrittore e poeta italiano († 1811)
- 1748 - Gerolamo Pitzolo, politico e militare italiano († 1795)
- 1752 - Philip Freneau, poeta statunitense († 1832)
- 1762 - Francesco Rosaspina, incisore italiano († 1841)
- 1765 - Charles Hatchett, chimico e mineralogista inglese († 1847)
- 1765 - Richard Westall, pittore britannico († 1836)
- 1766 - Basile Guy Marie Victor Baltus de Pouilly, generale francese († 1845)
- 1769 - Nannette Streicher, compositrice e scrittrice tedesca († 1833)
- 1775 - Nicola Giuseppe Ugo, arcivescovo cattolico italiano († 1843)
- 1777 - Christian Daniel Rauch, scultore tedesco († 1857)
- 1779 - Charles Stuart, I barone Stuart de Rothesay, diplomatico inglese († 1845)
- 1783 - Christoffer Wilhelm Eckersberg, pittore danese († 1853)
- 1784 - Ernesto I di Sassonia-Coburgo-Gotha, duca († 1844)
- 1785 - Charlotte Vandine Forten, attivista statunitense († 1884)
- 1785 - Ambrogio Uboldo, collezionista d'arte, mecenate e militare italiano († 1865)
- 1786 - Prospero Minghetti, pittore italiano († 1853)
- 1790 - Spencer Compton, II marchese di Northampton, nobile inglese († 1851)
- 1793 - Evangelista Azzi, cartografo italiano († 1848)
- 1797 - Hugh Swinton Legaré, politico statunitense († 1843)
- 1798 - Désiré-Alexandre Batton, compositore francese († 1855)

## XIX secolo(185)
- 1802 - Antonio Giuseppe Gattino, politico italiano († 1853)
- 1806 - Giuseppe Del Re, politico, patriota e letterato italiano († 1864)
- 1809 - Friedrich Wilhelm Jähns, compositore, scrittore e musicologo tedesco († 1888)
- 1809 - Raphael de Courten, militare svizzero († 1904)
- 1810 - James Hudson, diplomatico britannico († 1885)
- 1813 - Eliseo Sala, pittore italiano († 1879)
- 1816 - Luigi Carvelli, vescovo cattolico italiano († 1888)
- 1817 - François Chabas, egittologo francese († 1882)
- 1817 - Carlo Tito Dalbono, storico, romanziere e critico d'arte italiano († 1880)
- 1820 - Theodōros Dīligiannīs, politico greco († 1905)
- 1821 - James Croll, climatologo britannico († 1890)
- 1822 - Rudolf Clausius, fisico e matematico tedesco († 1888)
- 1823 - Théodore Deck, ceramista francese († 1891)
- 1824 - Atiye Sultan, principessa ottomana († 1850)
- 1824 - Giovanni Carlo Conestabile della Staffa, archeologo italiano († 1877)
- 1826 - Antonio De Dominicis, politico italiano († 1897)
- 1827 - Angelo Colla, architetto, restauratore e decoratore italiano († 1892)
- 1827 - Nükhetseza Hanim, nobile abcasa († 1850)
- 1827 - Kraft di Hohenlohe-Ingelfingen, generale, scrittore e principe tedesco († 1892)
- 1827 - Pëtr Petrovič Semënov-Tjan-Šanskij, geografo, esploratore e statistico russo († 1914)
- 1830 - Francesco Bonasi, politico e magistrato italiano († 1897)
- 1830 - Ernst Dümmler, storico tedesco († 1902)
- 1830 - Henry Flagler, imprenditore statunitense († 1913)
- 1833 - Duncan Stewart, politico uruguaiano († 1923)
- 1834 - Todor Burmov, politico bulgaro († 1906)
- 1834 - Friedrich Louis Dobermann, allevatore tedesco († 1894)
- 1834 - Vasilij Grigor'evič Perov, pittore russo († 1882)
- 1835 - Cesare Beruto, ingegnere, architetto e urbanista italiano († 1915)
- 1835 - Nazareno Biscarini, architetto italiano († 1907)
- 1835 - Carl Friedrich Claus, zoologo tedesco († 1899)
- 1836 - Mendele Moicher Sforim, scrittore bielorusso († 1917)
- 1836 - Emma delle Hawaii, regina († 1885)
- 1836 - Giuseppe Mussi, politico italiano († 1904)
- 1837 - Fritz Simrock, editore tedesco († 1901)
- 1838 - Luigi Crippa, scultore italiano († 1895)
- 1839 - Gustave Trouvé, ingegnere, inventore e fisico francese († 1902)
- 1841 - Émile-Hilaire Amagat, fisico e chimico francese († 1915)
- 1843 - Luigi Giovanni Vitale Capello, pittore italiano († 1902)
- 1843 - Eugenio Reffo, presbitero italiano († 1925)
- 1844 - Barclay Vincent Head, numismatico britannico († 1914)
- 1845 - Rodolfo Lanciani, archeologo e ingegnere italiano († 1929)
- 1845 - Oskar Simon, dermatologo tedesco († 1882)
- 1848 - James Benton Grant, imprenditore, ingegnere minerario e militare statunitense († 1911)
- 1849 - Albert Besnard, pittore e incisore francese († 1934)
- 1852 - Abdülhak Hâmid Tarhan, poeta turco († 1937)
- 1852 - Alfred Pearce Gould, chirurgo inglese († 1922)
- 1856 - Alice Abadam, attivista gallese († 1940)
- 1856 - Giovanni Bovi, politico italiano († 1932)
- 1856 - Blasius von Schemua, generale austriaco († 1920)
- 1857 - Martha Carey Thomas, educatrice e attivista statunitense († 1935)
- 1857 - Nicola Cassano, compositore e pianista italiano († 1915)
- 1857 - Stepan Nikolaevič Chalturin, rivoluzionario russo († 1882)
- 1857 - Frederick Burr Opper, fumettista statunitense († 1937)
- 1857 - Uryū Sotokichi, ammiraglio giapponese († 1937)
- 1858 - John Cossar, attore britannico († 1935)
- 1858 - Josef Kainz, attore teatrale austriaco († 1910)
- 1859 - Constance Lloyd, scrittrice e giornalista britannica († 1898)
- 1859 - Fritz Riemann, scacchista tedesco († 1932)
- 1861 - Leo Olschki, editore italiano († 1940)
- 1862 - Michail Dolivo-Dobrovol'skij, ingegnere e inventore russo († 1919)
- 1862 - Claudio Fermi, biochimico e microbiologo italiano († 1952)
- 1863 - Adolfo De Bosis, poeta, traduttore e dirigente d'azienda italiano († 1924)
- 1864 - Giovanni Battista De Toni, botanico, medico e chimico italiano († 1924)
- 1864 - Lucia Xarate, messicana († 1890)
- 1864 - Emil Åberg, pittore, incisore e illustratore svedese († 1940)
- 1865 - William Dunning, calciatore scozzese († 1902)
- 1866 - Emsalinur Kadın, ottomana († 1952)
- 1866 - Gilbert Murray, grecista e traduttore australiano († 1957)
- 1866 - Paolo Schirò, vescovo cattolico italiano († 1941)
- 1868 - Arthur Gore, tennista britannico († 1928)
- 1869 - Bayard Veiller, drammaturgo, sceneggiatore e produttore cinematografico statunitense († 1943)
- 1870 - Ernst Barlach, scultore e scrittore tedesco († 1938)
- 1870 - Joseph Bernheim-Jeune, mercante d'arte francese († 1941)
- 1870 - Percy Lowe, chirurgo e ornitologo inglese († 1948)
- 1870 - Camillo Müller, schermidore austriaco († 1936)
- 1871 - Anne Sewell Young, astronoma e docente statunitense († 1961)
- 1871 - Gustave Hervé, politico francese († 1944)
- 1873 - Giuseppe Cavallera, politico italiano († 1952)
- 1873 - Raffaele Girondi, pittore italiano († 1911)
- 1873 - Anton Pannekoek, astronomo, astrofisico e filosofo olandese († 1960)
- 1873 - Teresa di Lisieux, monaca cristiana, mistica e teologa francese († 1897)
- 1874 - Aleksander Prystor, politico e militare polacco († 1941)
- 1875 - William Humphrey, attore e regista statunitense († 1942)
- 1876 - Romeo Depaoli, architetto italiano († 1916)
- 1876 - Nino Resegotti, arbitro di calcio e allenatore di calcio italiano († 1965)
- 1877 - Ricciotto Canudo, critico cinematografico, poeta e scrittore italiano († 1923)
- 1877 - Slava Raškaj, pittrice croata († 1906)
- 1877 - Ernst Johannes Schmidt, biologo danese († 1933)
- 1878 - Christo Kabakčiev, politico, giornalista e storico bulgaro († 1940)
- 1878 - Gaetano Malchiodi, arcivescovo cattolico italiano († 1965)
- 1879 - Rudolf Bauer, discobolo ungherese († 1932)
- 1879 - Hugo Freund, orafo ceco († 1942)
- 1879 - William McIntosh, calciatore scozzese († 1973)
- 1880 - Louis Charles Breguet, aviatore francese († 1955)
- 1881 - Frederick Varley, pittore canadese († 1969)
- 1882 - Fernand Canelle, calciatore francese († 1951)
- 1882 - Benjamin Jones, pistard britannico († 1963)
- 1883 - Wilhelm Heidkamp, militare tedesco († 1931)
- 1884 - Paul Boulet, scrittore e esperantista francese († 1971)
- 1884 - Jacques Chardonne, scrittore francese († 1968)
- 1884 - Jack Greenwell, calciatore e allenatore di calcio inglese († 1942)
- 1884 - Georgij Bogdanovič Jakulov, pittore e scenografo russo († 1928)
- 1884 - Oscar Micheaux, regista, sceneggiatore e attore statunitense († 1951)
- 1885 - Oreste Fares, attore italiano († 1950)
- 1885 - Anna Hübler, pattinatrice artistica su ghiaccio tedesca († 1976)
- 1885 - Luciano Magrini, giornalista e politico italiano († 1957)
- 1885 - Giuseppe Orsi, militare italiano († 1911)
- 1885 - Bernardo Pocherra, politico e avvocato italiano († 1968)
- 1885 - Salvatore Russo, vescovo cattolico italiano († 1964)
- 1885 - Michele Saponaro, scrittore e biografo italiano († 1959)
- 1886 - Luigi Amadori, politico italiano
- 1886 - Apsley Cherry-Garrard, zoologo e esploratore britannico († 1959)
- 1886 - Edoardo Facchini, vescovo cattolico italiano († 1962)
- 1886 - Florence Lawrence, attrice e inventrice canadese († 1938)
- 1886 - Elise Ottesen-Jensen, educatrice, giornalista e anarchica norvegese († 1973)
- 1886 - Lupu Pick, attore, regista e sceneggiatore rumeno († 1931)
- 1886 - Carl-Heinrich von Stülpnagel, generale tedesco († 1944)
- 1887 - Arturo Boccassini, ingegnere italiano († 1952)
- 1887 - Marcello Nizzoli, designer e pubblicitario italiano († 1969)
- 1887 - Vittorio Spreti, genealogista, storico e araldista italiano († 1950)
- 1887 - Jack Tornek, attore bielorusso († 1974)
- 1888 - Teodoro Bubbio, avvocato e politico italiano († 1965)
- 1888 - Americo Giuliani, poeta italiano († 1922)
- 1889 - Roger Adams, chimico statunitense († 1971)
- 1889 - Walter Baldwin, attore statunitense († 1977)
- 1889 - Tommaso Brunelli, politico italiano
- 1889 - Giacomo Ilario, religioso spagnolo († 1937)
- 1889 - Aleksandr Aleksandrovič Kazakov, ufficiale e aviatore russo († 1919)
- 1889 - Silvia Forti Lombroso, scrittrice e superstite dell'Olocausto italiana († 1979)
- 1889 - Arrigo Muggiani, cestista, allenatore di pallacanestro e dirigente sportivo italiano († 1973)
- 1890 - Hjalmar Petersen, politico statunitense († 1968)
- 1891 - Mechthild d'Asburgo-Teschen, nobile († 1966)
- 1891 - Giovanni Michelucci, architetto, urbanista e incisore italiano († 1990)
- 1891 - Tranquillo Zerbi, ingegnere italiano († 1939)
- 1892 - Edoardo Agnelli, imprenditore e dirigente sportivo italiano († 1935)
- 1892 - Luigi Brentani, avvocato e storico svizzero († 1962)
- 1892 - Alfredo Graziani, militare e avvocato italiano († 1950)
- 1892 - Seiichirō Kashio, tennista giapponese († 1962)
- 1892 - Zoltán Lajos Meszlényi, vescovo cattolico ungherese († 1951)
- 1892 - Giacomo Perticone, giurista e storico italiano († 1979)
- 1892 - Ermenegildo Zegna, imprenditore e filantropo italiano († 1966)
- 1892 - Georg Morgenstierne, linguista norvegese († 1978)
- 1893 - Eversleigh Freeman, marciatore canadese († 1973)
- 1893 - Ernst Marischka, regista, sceneggiatore e produttore cinematografico austriaco († 1963)
- 1893 - Giovanni Roncon, ciclista su strada italiano († 1963)
- 1893 - Félix Sellier, ciclista su strada e pistard belga († 1965)
- 1893 - William Strang, I Barone Strang, diplomatico britannico († 1978)
- 1894 - Giovanni Cavicchioli, scrittore e giornalista italiano († 1964)
- 1894 - Bruno Franceschini, militare austriaco († 1970)
- 1894 - Ezio Garibaldi, politico e militare italiano († 1969)
- 1894 - Raymond Aloysius Lane, vescovo cattolico e missionario statunitense († 1974)
- 1894 - Jim Londos, wrestler greco († 1975)
- 1894 - Robert Nathan, scrittore e poeta statunitense († 1985)
- 1895 - Folke Bernadotte, politico, diplomatico e filantropo svedese († 1948)
- 1895 - Hamilton Alexander Rosskeen Gibb, orientalista e arabista scozzese († 1971)
- 1895 - Gustav Leffers, militare e aviatore tedesco († 1916)
- 1895 - Harry Svendsen, nuotatore norvegese († 1960)
- 1895 - Manfredi Talamo, militare italiano († 1944)
- 1896 - Władysław Dobrowolski, schermidore polacco († 1969)
- 1896 - Giuseppe Enrici, ciclista su strada italiano († 1968)
- 1896 - Piet Ikelaar, pistard e ciclista su strada olandese († 1992)
- 1896 - Mario Jacchia, avvocato, militare e partigiano italiano († 1944)
- 1896 - Luigi Manfredi, militare italiano († 1943)
- 1896 - Aldo Milano, calciatore italiano († 1921)
- 1896 - Accursio Miraglia, sindacalista italiano († 1947)
- 1896 - Dziga Vertov, regista e sceneggiatore sovietico († 1954)
- 1897 - Anthony Armstrong, scrittore canadese († 1976)
- 1897 - Olav Ditlev-Simonsen, calciatore norvegese († 1978)
- 1897 - Marcel Dupraz, lottatore francese
- 1897 - Harold Ross Eycott-Martin, aviatore britannico
- 1897 - Alf Flinth, calciatore norvegese († 1982)
- 1897 - Mario Massa, sceneggiatore, regista e scrittore italiano († 1973)
- 1898 - Dick Huemer, animatore, regista e sceneggiatore statunitense († 1979)
- 1899 - Ceclava Czapska, rumena († 1970)
- 1899 - Fred Keller, psicologo e pedagogista statunitense († 1996)
- 1899 - Christopher McEvoy, aviatore inglese († 1953)
- 1899 - Hermann von Oppeln-Bronikowski, ufficiale e cavaliere tedesco († 1966)
- 1899 - John Robert Osborn, militare canadese († 1941)
- 1900 - Antonio Aniante, scrittore e commediografo italiano († 1983)
- 1900 - Albin Dahl, calciatore e allenatore di calcio svedese († 1980)
- 1900 - Emilio Dell'Oro, bobbista italiano
- 1900 - William Haines, attore e antiquario statunitense († 1973)
- 1900 - Mansaku Itami, regista e sceneggiatore giapponese († 1946)
- 1900 - Carlo Lombardi, attore italiano († 1984)
- 1900 - Leslie Copus Peltier, astronomo statunitense († 1980)

## XX secolo(1040)
- 1901 - Lew Landers, regista e attore statunitense († 1962)
- 1901 - Gerda Munck, schermitrice danese († 1986)
- 1901 - Allene Ray, attrice statunitense († 1979)
- 1902 - Borocotó, giornalista, scrittore e sceneggiatore uruguaiano († 1964)
- 1902 - Jerry Catena, mafioso statunitense († 2000)
- 1902 - Commodore Cochran, velocista statunitense († 1969)
- 1902 - Umberto Mondio, prefetto italiano († 1981)
- 1902 - Alfredo Rizzo, attore, regista e sceneggiatore italiano († 1991)
- 1902 - Rostislav Aleksandrovič Romanov, russo († 1978)
- 1902 - Sybil Seely, attrice statunitense († 1984)
- 1902 - Alessandro Sinigaglia, partigiano italiano († 1944)
- 1903 - Sigurd Andersen, calciatore norvegese († 1962)
- 1903 - James Hall, velocista indiano († 1929)
- 1903 - Egidio Picchiottino, ciclista su strada italiano († 1981)
- 1903 - Kane Tanaka, supercentenaria giapponese († 2022)
- 1903 - Riccardo Tornabuoni, calciatore italiano († 1979)
- 1904 - John Carr, attore statunitense († 1956)
- 1904 - Alessandro Cucciolini, calciatore italiano († 1982)
- 1904 - Lazar' Samojlovič Frenkel', regista cinematografico sovietico († 1978)
- 1904 - Walter Heitler, fisico tedesco († 1981)
- 1904 - Walther Hewel, diplomatico tedesco († 1945)
- 1905 - Ljubo Benčić, calciatore e allenatore di calcio jugoslavo († 1992)
- 1905 - Tommaso Coccione, musicista, fisarmonicista e compositore italiano († 1941)
- 1905 - Silvio Margini, militare italiano († 1981)
- 1905 - Orlando Paladino Orlandini, scultore e medaglista italiano († 1986)
- 1905 - Karel Podrazil, calciatore cecoslovacco († 1973)
- 1905 - Fred Roberts, calciatore nordirlandese († 1988)
- 1905 - Michael Tippett, compositore britannico († 1998)
- 1905 - Luigi Zampa, regista e sceneggiatore italiano († 1991)
- 1906 - Giuseppe Caito, militare italiano († 1943)
- 1906 - Filadelfio Caroniti, funzionario e politico italiano († 1979)
- 1906 - Frederic Seaman, hockeista su prato indiano († 2000)
- 1907 - Ed Carmichael, ginnasta statunitense († 1960)
- 1908 - Secondo Pollo, presbitero e militare italiano († 1941)
- 1908 - Angelo Vicari, poliziotto e prefetto italiano († 1991)
- 1909 - Tewhida Ben Sheikh, ginecologa tunisina († 2010)
- 1909 - Umberto Bonadè, canottiere italiano († 1992)
- 1909 - Riccardo Cassin, alpinista e partigiano italiano († 2009)
- 1909 - Barry Goldwater, politico statunitense († 1998)
- 1909 - Lloyd Vaughan, animatore statunitense († 1988)
- 1910 - Renato Dionisi, compositore italiano († 2000)
- 1910 - Gearóid Ó Cuinneagáin, politico irlandese († 1991)
- 1911 - Dante Bertolini, politico, esperantista e poeta svizzero († 1998)
- 1911 - Renato Bonelli, storico dell'architettura e architetto italiano († 2004)
- 1911 - Jānis Dobelis, calciatore lettone († 1999)
- 1911 - Arturo Prestipino, violinista e compositore italiano († 1989)
- 1911 - Jack Martin Smith, scenografo statunitense († 1993)
- 1911 - Albert Vandeplancke, nuotatore e pallanuotista francese († 1939)
- 1912 - Giuseppe Maria Blasco Juan, religioso spagnolo († 1936)
- 1912 - Giulio Einaudi, editore italiano († 1999)
- 1912 - Antonio Pellicanò, politico italiano († 1997)
- 1912 - Hisakichi Toyoda, nuotatore giapponese († 1976)
- 1912 - Henri Vincenot, pittore, scrittore e scultore francese († 1985)
- 1913 - Giovanni Busoni, calciatore e allenatore di calcio italiano († 1973)
- 1913 - Anna Lee, attrice britannica († 2004)
- 1913 - Paul Mann, attore canadese († 1985)
- 1913 - Josef Pekarek, calciatore tedesco († 1996)
- 1914 - Diego Are, filosofo e scrittore italiano († 2000)
- 1914 - Vivi Gioi, attrice italiana († 1975)
- 1914 - Fernando Lizzi, ingegnere italiano († 2003)
- 1914 - Luigi Magliani, militare italiano († 1940)
- 1914 - Placido Rizzotto, sindacalista e politico italiano († 1948)
- 1914 - Bruno Strappini, calciatore italiano († 1943)
- 1914 - Ted Strong, giocatore di baseball e cestista statunitense († 1978)
- 1915 - Luciano Foà, editore e traduttore italiano († 2005)
- 1915 - Francesco Sassano, carabiniere italiano († 1946)
- 1916 - Arturo Dominici, attore e doppiatore italiano († 1992)
- 1916 - Franco Rossi, hockeista su ghiaccio e dirigente sportivo italiano († 2006)
- 1917 - Zaynab al-Ghazali, attivista egiziana († 2005)
- 1917 - Arcângelo Cerqua, vescovo cattolico e missionario italiano († 1990)
- 1917 - Chung Kook-chin, allenatore di calcio e calciatore sudcoreano († 1976)
- 1917 - Nenè Geraci, mafioso italiano († 2007)
- 1917 - Kim Won-gyun, compositore nordcoreano († 2002)
- 1917 - Emo Marconi, scrittore italiano († 1997)
- 1917 - Gino Moretti, matematico e fisico italiano († 2015)
- 1917 - Otello Zironi, calciatore italiano († 1990)
- 1917 - Vera Zorina, ballerina e attrice tedesca († 2003)
- 1918 - Vladimir Beljakov, ginnasta sovietico († 1996)
- 1918 - Giuliano Briganti, storico dell'arte italiano († 1992)
- 1918 - Pietro Buffone, politico italiano († 2013)
- 1918 - Willi Graf, attivista tedesco († 1943)
- 1918 - Francesco Lombardi, geodeta e topografo italiano († 2004)
- 1918 - Doris Löve, botanica svedese († 2000)
- 1919 - Gianfranco Bersani, cestista italiano († 1965)
- 1919 - Alfonso Corona Blake, regista e sceneggiatore messicano († 1999)
- 1919 - Beatrice Hicks, ingegnere statunitense († 1979)
- 1919 - Ovidio Lari, vescovo cattolico italiano († 2007)
- 1919 - Cyril Smith, pilota motociclistico britannico († 1962)
- 1919 - Charles Willeford, scrittore, poeta e critico d'arte statunitense († 1988)
- 1920 - Isaac Asimov, scrittore, biochimico e divulgatore scientifico statunitense († 1992)
- 1920 - Andrew Cavendish, XI duca di Devonshire, nobile e politico britannico († 2004)
- 1920 - David Descalzo, cestista peruviano († 2004)
- 1920 - Bob Feerick, cestista, allenatore di pallacanestro e dirigente sportivo statunitense († 1976)
- 1920 - Charles Heine, calciatore francese († 1971)
- 1920 - George Herbig, astronomo statunitense († 2013)
- 1920 - Nobuyuki Katō, calciatore giapponese
- 1920 - Anna Langfus, scrittrice e drammaturga polacca († 1966)
- 1920 - Antun Lokošek, calciatore e allenatore di calcio croato († 1994)
- 1920 - Angelo Mangano, poliziotto italiano († 2005)
- 1920 - Vicente Palacio Atard, storico spagnolo († 2013)
- 1921 - Daniele Borsato, calciatore italiano
- 1921 - Biagio Brancato, pittore, scultore e incisore italiano († 2002)
- 1921 - Hal Gensichen, cestista statunitense († 1990)
- 1921 - Gioacchino Giangregorio, politico italiano († 1996)
- 1921 - Herbert Walter Levi, aracnologo statunitense († 2014)
- 1921 - Jean Luciano, calciatore francese († 1997)
- 1921 - Francesco Malfatti, politico italiano († 2009)
- 1921 - Erminio Teruzzi, calciatore italiano († 2010)
- 1922 - Cosimo Abate, politico italiano († 2016)
- 1922 - Ezio Acchini, canottiere italiano († 1985)
- 1922 - Serafino Aldo Barbaro, partigiano italiano († 1944)
- 1922 - Stefanino De Stefano, calciatore e allenatore di calcio italiano
- 1922 - Blaga Dimitrova, poeta, scrittrice e politica bulgara († 2003)
- 1922 - Jason Evers, attore statunitense († 2005)
- 1922 - Veronica Foster, modella canadese († 2000)
- 1922 - María Fux, ballerina, coreografa e scrittrice argentina († 2023)
- 1922 - Adriano Gozzoli, partigiano italiano († 1944)
- 1922 - Anna Larsson, mezzofondista svedese († 2003)
- 1922 - Ugo Napoli, politico italiano († 1977)
- 1922 - Clairvius Narcisse, haitiano († 1994)
- 1922 - Geoffrey Paish, tennista britannico († 2008)
- 1922 - Ottavio Spadaro, regista, sceneggiatore e direttore artistico italiano († 1996)
- 1922 - Jean Séphériades, canottiere francese († 2001)
- 1923 - Pasquale Atripaldi, calciatore e allenatore di calcio italiano
- 1923 - Philip J. Davis, matematico statunitense († 2018)
- 1923 - Donato Raguso, allenatore di calcio e calciatore italiano († 1994)
- 1923 - Giuseppe Schirinà, poeta e scrittore italiano († 2004)
- 1923 - Giovanni Secchiaroli, militare italiano († 1942)
- 1923 - Vittorio Tracuzzi, cestista e allenatore di pallacanestro italiano († 1986)
- 1923 - Claudia Vinciguerra, giornalista, critica cinematografica e critica televisiva italiana († 2010)
- 1924 - Vito Cardaci, politico italiano († 2001)
- 1924 - Emilio Lonero, giornalista e critico cinematografico italiano († 2010)
- 1924 - Guido Lopez, scrittore e giornalista italiano († 2010)
- 1924 - Andreas Rett, neurologo austriaco († 1997)
- 1924 - Francesco Roccella, giornalista e politico italiano († 1992)
- 1924 - Josef Vedral, calciatore cecoslovacco († 1975)
- 1925 - Irina Konstantinovna Archipova, mezzosoprano e contralto russo († 2010)
- 1925 - Antonio Azimonti, calciatore italiano († 1997)
- 1925 - Francesco Colasuonno, cardinale e arcivescovo cattolico italiano († 2003)
- 1925 - Cristino Nicolaides, generale argentino († 2011)
- 1926 - Howard Caine, attore statunitense († 1993)
- 1926 - Giancarlo Fabrello, ex calciatore italiano
- 1926 - Bruce Harlan, tuffatore statunitense († 1959)
- 1926 - Tatsuaki Iwata, goista giapponese († 2022)
- 1926 - Paolo Maffei, astrofisico italiano († 2009)
- 1926 - Gino Marchetti, giocatore di football americano statunitense († 2019)
- 1926 - Pina Patti Cuticchio, pittrice, scenografa e costumista italiana († 2013)
- 1926 - Vira Vovk, scrittrice e poetessa ucraina († 2022)
- 1926 - Bandar bin Sa'ud Al Sa'ud, principe e funzionario saudita († 2016)
- 1927 - Robert Alt, bobbista svizzero († 2017)
- 1927 - Lovrano Bisso, politico italiano († 2009)
- 1927 - Alberto Burdese, giurista italiano († 2011)
- 1927 - Peter Goring, calciatore e allenatore di calcio inglese († 1994)
- 1927 - Jurij Grigorovič, ballerino, coreografo e direttore artistico russo († 2025)
- 1927 - Secondo Scarrone, calciatore italiano († 1987)
- 1927 - Mario Vignola, politico italiano († 2017)
- 1928 - Ernesto Giraudo, calciatore italiano († 2022)
- 1928 - Daisaku Ikeda, filosofo, scrittore e educatore giapponese († 2023)
- 1928 - Ray Kassar, imprenditore statunitense († 2017)
- 1928 - Enrico Quaranta, politico italiano († 1984)
- 1928 - Dan Rostenkowski, politico statunitense († 2010)
- 1928 - Alberto Zedda, musicista e direttore d'orchestra italiano († 2017)
- 1928 - Tamio Ōki, doppiatore giapponese († 2017)
- 1929 - Charles Beaumont, scrittore e sceneggiatore statunitense († 1967)
- 1929 - Yılmaz Gündüz, cestista, attore e regista turco († 1997)
- 1929 - Don Heck, fumettista statunitense († 1995)
- 1929 - Nicolae Linca, pugile rumeno († 2008)
- 1929 - Leonetta Marcotulli, scultrice e pilota automobilistica italiana († 2025)
- 1929 - Boris Tišin, pugile sovietico († 1980)
- 1929 - Sol Tolchinsky, cestista canadese († 2020)
- 1929 - Lorenzo Tomatis, oncologo e epidemiologo italiano († 2007)
- 1929 - Honza Treichlinger, cantante ceco († 1944)
- 1930 - Poul Andersen, calciatore danese († 1995)
- 1930 - Julius La Rosa, musicista e cantante statunitense († 2016)
- 1930 - Andy MacDonald, allenatore di football americano statunitense († 1985)
- 1930 - Parsons Nabiula, nuotatore filippino († 2005)
- 1930 - Piero Persico, calciatore e allenatore di calcio italiano († 2014)
- 1930 - Cláudio Petraglia, produttore televisivo, compositore e regista teatrale brasiliano († 2021)
- 1930 - Donato Piazza, ciclista su strada e pistard italiano († 1997)
- 1930 - Stefania Rogowska, cestista e pallavolista polacca († 2017)
- 1930 - Luca Scacchi Gracco, artista, gallerista e critico d'arte italiano († 2014)
- 1930 - Guido Sembenotti, politico italiano († 2009)
- 1930 - Aldo Valletti, attore italiano († 1992)
- 1930 - Bob Williams, giocatore di football americano statunitense († 2016)
- 1931 - Janina Altman, chimica e scrittrice polacca († 2022)
- 1931 - Livio Fongaro, allenatore di calcio e calciatore italiano († 2007)
- 1931 - Toshiki Kaifu, politico giapponese († 2022)
- 1931 - Ðorđe Konjović, ex cestista jugoslavo
- 1931 - Frank Marocco, fisarmonicista statunitense († 2012)
- 1931 - Guido Mazzella, regista teatrale e drammaturgo italiano
- 1931 - Marino Morettini, pistard italiano († 1990)
- 1931 - Montanino Nuvoli, canottiere italiano († 1997)
- 1931 - Michele Pinto, politico italiano
- 1931 - Roberto Queralt, nuotatore e pallanuotista spagnolo († 1997)
- 1931 - František Šafránek, calciatore cecoslovacco († 1987)
- 1931 - Angelo Scalzone, tiratore a volo italiano († 1987)
- 1931 - Zakaria Tamer, giornalista e scrittore siriano
- 1932 - Marcello Agnoletto, ex calciatore italiano
- 1932 - Mario Bretone, giurista italiano († 2025)
- 1932 - Milan Čič, politico slovacco († 2012)
- 1932 - Peter Redgrove, scrittore britannico († 2003)
- 1932 - Juan Zitko, ex cestista cileno
- 1933 - Armando Carta, ex calciatore italiano
- 1933 - Giuseppe Costanzo, arcivescovo cattolico italiano
- 1933 - Leonard Michaels, scrittore statunitense († 2003)
- 1933 - Seiichi Morimura, scrittore giapponese († 2023)
- 1933 - Richard Riley, politico statunitense
- 1934 - Marcello Aliprandi, regista italiano († 1997)
- 1934 - Tonino Costanzo, cestista e allenatore di pallacanestro italiano († 2014)
- 1934 - Víctor García de la Concha, filologo spagnolo
- 1934 - John Hollowbread, calciatore inglese († 2007)
- 1934 - Motiullah Khan, hockeista su prato pakistano († 2022)
- 1934 - Gianni Marzocchi, cantante, attore e doppiatore italiano († 1990)
- 1934 - Roberto Messina, attore e stuntman italiano († 2024)
- 1934 - Nicolò Mineo, critico letterario, filologo e politico italiano († 2023)
- 1934 - Arnaldo Peternazzi, presbitero, missionario e scrittore italiano († 2020)
- 1934 - Wael Zuaiter, traduttore e politico palestinese († 1972)
- 1935 - Willy Brezza, compositore, pianista e arrangiatore italiano († 1996)
- 1935 - Jocelyn Delecour, ex velocista francese
- 1935 - Francesca Duranti, scrittrice italiana
- 1935 - Robert Forte, ex calciatore francese
- 1935 - Hristo Hristov, astista bulgaro († 2015)
- 1935 - Francesco Paolo Lucchese, politico italiano († 2025)
- 1935 - Erling Nielsen, calciatore danese († 1996)
- 1935 - Giovanna Ralli, attrice italiana
- 1935 - Josef Sterff, bobbista tedesco († 2015)
- 1935 - ʿAlī bin Ibrāhīm al-Naʿīmi, dirigente d'azienda e politico saudita
- 1936 - Gianni Brunoro, critico letterario italiano
- 1936 - Ken Jones, calciatore gallese († 2013)
- 1936 - Roger Miller, compositore, cantautore e attore statunitense († 1992)
- 1936 - Alfonso Quaranta, magistrato e giurista italiano († 2023)
- 1936 - Giuseppe Russo, politico italiano († 2011)
- 1936 - Colin Seeley, pilota motociclistico britannico († 2020)
- 1936 - Mal Spence, velocista giamaicano († 2017)
- 1936 - Mel Spence, velocista e mezzofondista giamaicano († 2012)
- 1937 - Anders Andersson, hockeista su ghiaccio svedese († 1989)
- 1937 - Orazio Cancila, storico italiano
- 1937 - Mariėtta Omarovna Čudakova, scrittrice, critica letteraria e insegnante russa († 2021)
- 1937 - Georg Grünenfelder, sciatore alpino e allenatore di sci alpino svizzero († 2016)
- 1937 - Martin Lauer, ostacolista, multiplista e velocista tedesco († 2019)
- 1937 - Enzo Lunari, fumettista e illustratore italiano
- 1937 - Imerio Massignan, ciclista su strada italiano († 2024)
- 1937 - Bill McGovern, pilota automobilistico britannico
- 1937 - Giuseppe Pisanu, ex politico italiano
- 1937 - Sharon Ritchie, ex modella statunitense
- 1938 - Mario Ardizzon, calciatore e allenatore di calcio italiano († 2012)
- 1938 - David Bailey, fotografo britannico
- 1938 - Lynn Conway, informatica, inventrice e attivista statunitense († 2024)
- 1938 - Piero Craveri, storico e politico italiano († 2023)
- 1938 - Farouk El-Baz, geologo e astronomo egiziano
- 1938 - Massimo Foschi, attore e doppiatore italiano
- 1938 - Goh Kun, politico sudcoreano
- 1938 - Hans Herbjørnsrud, scrittore norvegese († 2023)
- 1938 - Nando Murolo, attore italiano
- 1938 - Franco Nicolini, ex calciatore italiano
- 1938 - Nodar Akhalkatsi, calciatore e allenatore di calcio sovietico († 1998)
- 1938 - Bohumil Němeček, pugile cecoslovacco († 2010)
- 1938 - Hermann Josef Roth, teologo, biologo e storico tedesco
- 1938 - Robert Smithson, scultore e pittore statunitense († 1973)
- 1938 - Stanislav Tereba, fotografo cecoslovacco († 2023)
- 1938 - Luigi Trevisan, calciatore italiano († 2020)
- 1939 - Antonino Fava, giornalista e politico italiano
- 1939 - Kay Orr, politica statunitense
- 1940 - Edoardo Bich, politico italiano
- 1940 - Ennio Brion, imprenditore italiano
- 1940 - Silvano Fausti, gesuita e biblista italiano († 2015)
- 1940 - Vjačeslav Ivan'kov, mafioso russo († 2009)
- 1940 - Klára Killermann-Bartos, nuotatrice ungherese († 2012)
- 1940 - Gord Labossiere, ex hockeista su ghiaccio canadese
- 1940 - Wiesław Langiewicz, ex cestista polacco
- 1940 - Horst Mühlmann, calciatore e giocatore di football americano tedesco († 1991)
- 1940 - Alberto Negrin, regista italiano
- 1940 - Sa'ud bin Faysal bin Abd al-Aziz Al Sa'ud, principe e politico saudita († 2015)
- 1940 - Silva Batuta, calciatore brasiliano († 2020)
- 1940 - Pietro Valenzano, ex calciatore italiano
- 1940 - S. R. Srinivasa Varadhan, matematico statunitense
- 1940 - Yukiko Ōtaka, ex nuotatrice giapponese
- 1941 - Kazuyoshi Akiyama, direttore d'orchestra giapponese († 2025)
- 1941 - Mauro Cristofani, archeologo e etruscologo italiano († 1997)
- 1941 - Jean-Pierre Destrumelle, calciatore e allenatore di calcio francese († 2002)
- 1941 - Salvatore Fitto, politico italiano († 1988)
- 1941 - Balaș Fitzi, sollevatore rumeno († 2001)
- 1941 - Björgólfur Guðmundsson, imprenditore e dirigente sportivo islandese († 2025)
- 1941 - Petro Korol', sollevatore sovietico († 2015)
- 1941 - Petr Pithart, politico ceco
- 1941 - Edmondo Raffaelli, politico italiano
- 1941 - Gianfranco Terenzi, politico sammarinese († 2020)
- 1942 - Giuseppe Basile, storico dell'arte, critico d'arte e saggista italiano († 2013)
- 1942 - Luigi Boggio, politico italiano
- 1942 - Manuel Gadea, ex cestista uruguaiano
- 1942 - Jesús Glaría Jordán, calciatore spagnolo († 1978)
- 1942 - Gerald Govan, ex cestista statunitense
- 1942 - Manuel Gutiérrez Aragón, regista, sceneggiatore e scrittore spagnolo
- 1942 - Thomas Hammarberg, politico e attivista svedese
- 1942 - Dennis Hastert, ex politico e criminale statunitense
- 1942 - Aleksandr Majorov, regista sovietico († 2017)
- 1942 - Luciano Puccini, scenografo e designer italiano
- 1942 - Carlo Rognoni, giornalista e politico italiano
- 1942 - Edoardo Romano, comico, attore e cabarettista italiano
- 1942 - Evgenij Rudakov, calciatore sovietico († 2011)
- 1942 - Sandro Schmid, sindacalista e politico italiano
- 1942 - Jetty Siebenlist, ex cestista olandese
- 1943 - Janet Akyüz Mattei, astronoma turca († 2004)
- 1943 - Edward Kłosiński, direttore della fotografia polacco († 2008)
- 1943 - Giuseppe Leanza, arcivescovo cattolico italiano
- 1943 - Barış Manço, cantautore, musicista e produttore televisivo turco († 1999)
- 1943 - Mirosława Mikulska, cestista polacca († 2024)
- 1943 - Mario Pachi, attore italiano († 2001)
- 1943 - Giulio Rosati, neurologo, epidemiologo e rugbista a 15 italiano († 2016)
- 1943 - Lakīs Tsavas, ex cestista e allenatore di pallacanestro greco
- 1944 - Madeleine Bochatay, ex sciatrice alpina francese
- 1944 - Rinaldo Bontempi, politico italiano († 2007)
- 1944 - Luis César Carniglia, ex calciatore argentino
- 1944 - Igor' Celoval'nikov, pistard sovietico († 1986)
- 1944 - Filippo Collura, politico italiano († 2025)
- 1944 - Peter Eötvös, compositore e direttore d'orchestra ungherese († 2024)
- 1944 - George Hungerford, ex canottiere canadese
- 1944 - Ed Manning, cestista e allenatore di pallacanestro statunitense († 2011)
- 1944 - Kim Newcombe, pilota motociclistico neozelandese († 1973)
- 1944 - Norodom Ranariddh, politico cambogiano († 2021)
- 1944 - Tom Søndergaard, calciatore danese († 1997)
- 1945 - Awad Hamed al-Bandar, magistrato e politico iracheno († 2007)
- 1945 - Giuseppe Colaianni, lottatore italiano
- 1945 - Slobodan Praljak, criminale di guerra e militare croato († 2017)
- 1945 - Cathy Rosier, attrice francese († 2004)
- 1945 - Adolf Seger, ex lottatore tedesco
- 1945 - Rolf Zetterlund, allenatore di calcio e ex calciatore svedese
- 1946 - Aldo Cennamo, politico italiano
- 1946 - Chick Churchill, tastierista e compositore britannico
- 1946 - Richard Cole, imprenditore britannico († 2021)
- 1946 - Vincenzo Dell'Arte, politico italiano
- 1946 - Franco Lionello, cantante italiano († 1988)
- 1946 - Stefano Marcucci, allenatore di calcio e ex calciatore italiano
- 1946 - Giovanni Masiello, allenatore di calcio e ex calciatore italiano
- 1946 - Ilma Rakusa, scrittrice e traduttrice svizzera
- 1946 - Igor Vukman, ex calciatore jugoslavo
- 1947 - Lanny Bassham, ex tiratore a segno statunitense
- 1947 - Michele Borrelli, pedagogista e filosofo italiano († 2021)
- 1947 - Virgil Brenci, ex sciatore alpino rumeno
- 1947 - Gian Paolo Falchi, politico italiano († 2008)
- 1947 - Mimmo Fusco, giornalista e telecronista sportivo italiano († 2005)
- 1947 - Ennio Grassi, politico italiano
- 1947 - Jack Hanna, naturalista, personaggio televisivo e divulgatore scientifico statunitense
- 1947 - Calvin Hill, ex giocatore di football americano statunitense
- 1947 - Aleksandr Jakušev, ex hockeista su ghiaccio, allenatore di hockey su ghiaccio e dirigente sportivo sovietico
- 1947 - Vladimír Jarý, ex pallamanista ceco
- 1947 - Rustem Kazakov, ex lottatore sovietico
- 1947 - Lee Chang-myung, ex calciatore nordcoreano
- 1947 - Adrian Shaw, bassista britannico
- 1947 - Ousmane Tanor Dieng, politico senegalese († 2019)
- 1947 - Aleksandr Tichonov, dirigente sportivo, politico e ex biatleta russo
- 1947 - Thomas Zacharias, ex altista, scrittore e designer tedesco
- 1947 - Valerij Šarij, ex sollevatore sovietico
- 1948 - Antonio Chichiarelli, mafioso italiano († 1984)
- 1948 - Jacky Duguépéroux, allenatore di calcio e ex calciatore francese
- 1948 - Leo Duyndam, ciclista su strada e pistard olandese († 1990)
- 1948 - Keith Forsey, compositore e batterista inglese
- 1948 - Tony Judt, storico britannico († 2010)
- 1948 - Judith Miller, giornalista statunitense
- 1948 - Kerry Minnear, tastierista britannico
- 1948 - Givi Nodia, calciatore e allenatore di calcio sovietico († 2005)
- 1948 - Ognjen Petrović, calciatore jugoslavo († 2000)
- 1948 - Peter Reynolds, nuotatore australiano († 2012)
- 1948 - Deborah Watling, attrice britannica († 2017)
- 1949 - Nadia Cassini, attrice, showgirl e cantante statunitense († 2025)
- 1949 - Christopher Durang, attore, drammaturgo e sceneggiatore statunitense († 2024)
- 1949 - Astrid Fugellie, scrittrice, insegnante e conduttrice radiofonica cilena
- 1949 - Iris Marion Young, filosofa e attivista statunitense († 2006)
- 1949 - Philippe Lefebvre, organista francese
- 1949 - Leijn Loevesijn, ex pistard olandese
- 1949 - Vladimir Lutčenko, ex hockeista su ghiaccio sovietico
- 1949 - Mike Newlin, ex cestista statunitense
- 1949 - Nikolaj Pankin, nuotatore sovietico († 2018)
- 1950 - Antonio Attanasio, nuotatore italiano († 1982)
- 1950 - Irynej Bilyk, vescovo cattolico ucraino
- 1950 - Mathieu Bisséni, ex cestista camerunese
- 1950 - Chris Cohan, imprenditore statunitense
- 1950 - Giampiero Comolli, romanziere e saggista italiano
- 1950 - Ion Dumitru, allenatore di calcio e ex calciatore rumeno
- 1950 - Francesco Laudadio, regista cinematografico italiano († 2005)
- 1950 - Gregory Polan, abate e religioso statunitense
- 1950 - Johannes Riedl, calciatore e allenatore di calcio tedesco occidentale († 2010)
- 1951 - André Aciman, scrittore egiziano
- 1951 - Giovanni Alamia, attore, cantautore e comico italiano († 2000)
- 1951 - Stipe Božić, alpinista, scrittore e fotografo croato
- 1951 - Roberto Ciaccio, artista italiano († 2014)
- 1951 - Lula Ferreira, allenatore di pallacanestro brasiliano
- 1951 - Jan Fischer, politico ceco
- 1951 - Kim Choo-ja, cantante sudcoreana
- 1951 - João Pedro, calciatore portoghese († 1981)
- 1951 - Valdir Peres, allenatore di calcio e calciatore brasiliano († 2017)
- 1951 - Idris, giornalista, personaggio televisivo e opinionista gambiano († 2023)
- 1951 - Vincenzo Zazzaro, calciatore italiano († 2019)
- 1952 - Dennis Condrey, wrestler statunitense
- 1952 - Indulis Emsis, politico lettone
- 1952 - Robbie Ftorek, allenatore di hockey su ghiaccio e ex hockeista su ghiaccio statunitense
- 1952 - Paolo Hendel, comico, cabarettista e attore italiano
- 1952 - Marian Kotleba, ex cestista cecoslovacco
- 1952 - Marianne Leone, attrice statunitense
- 1952 - Shahen Meghrian, partigiano armeno († 1993)
- 1952 - Joël Muller, allenatore di calcio, ex calciatore e dirigente sportivo francese
- 1952 - Emmanuel Nguyễn Hồng Sơn, vescovo cattolico vietnamita
- 1952 - Wendy Phillips, attrice, produttrice cinematografica e insegnante statunitense
- 1952 - Elvira Saadi, ex ginnasta sovietica
- 1953 - Alfredo Amarillo, ex calciatore uruguaiano
- 1953 - Salvatore Deidda, fumettista italiano († 1990)
- 1953 - Nailja Giljazova, ex schermitrice sovietica
- 1953 - Giuseppe Iannello, politico e notaio italiano
- 1953 - Raffaele Iozzino, poliziotto italiano († 1978)
- 1953 - Christian Witt-Döring, ex sciatore alpino austriaco
- 1953 - Franco Zulian, compositore e polistrumentista italiano
- 1954 - Henry Bonilla, politico statunitense
- 1954 - Giuseppe Buzzanca, politico italiano
- 1954 - Alberto Capitta, scrittore, regista e attore italiano
- 1954 - Antón Lamazares, pittore spagnolo
- 1954 - Germán Leguía, ex calciatore peruviano
- 1954 - Tinatin Lekveišvili, ex nuotatrice sovietica
- 1954 - Milovan Rajevac, allenatore di calcio e ex calciatore serbo
- 1954 - Fausto Rossi, cantautore italiano
- 1955 - Raymond Clayborn, ex giocatore di football americano statunitense
- 1955 - Alessandro Del Conte, fumettista italiano
- 1955 - Juan Sierra, ex calciatore spagnolo
- 1955 - Agathōnas Iakovidīs, cantante, musicista e polistrumentista greco († 2020)
- 1955 - Pavle Jurina, pallamanista e allenatore di pallamano croato († 2011)
- 1955 - Rose Reilly, ex calciatrice scozzese
- 1955 - Naoko Satō, ex tennista giapponese
- 1955 - Enrique Villalba, ex calciatore paraguaiano
- 1955 - Luigi Vitali, politico italiano
- 1956 - Bruno Antoniazzi, ex calciatore italiano
- 1956 - Lynda Barry, fumettista statunitense
- 1956 - Eduardo Fournier, ex calciatore cileno
- 1956 - Isidro Juárez, ex ciclista su strada spagnolo
- 1956 - John Bedford Lloyd, attore statunitense
- 1956 - Adolfo Medrick, cestista panamense († 2018)
- 1956 - Sergio Claudio Perroni, scrittore, curatore editoriale e drammaturgo italiano († 2019)
- 1956 - Antonio Sala, allenatore di calcio italiano
- 1956 - Ovidio Vezzoli, vescovo cattolico italiano
- 1957 - Paolo Beruatto, allenatore di calcio e ex calciatore italiano
- 1957 - Cesara Buonamici, giornalista e conduttrice televisiva italiana
- 1957 - Lynne Cox, nuotatrice e scrittrice statunitense
- 1957 - Raimondo Etro, ex terrorista italiano
- 1957 - Beppe Gabbiani, pilota automobilistico italiano
- 1957 - Cameron Hall, ex cestista canadese
- 1957 - Vlastibor Konečný, ex ciclista su strada ceco
- 1957 - Rafael Prado Fraguas, calciatore spagnolo († 2016)
- 1957 - Anke Schröder, ex cestista tedesca
- 1958 - Octavio Dazzan, pistard argentino († 2024)
- 1958 - Stefano Giuliani, dirigente sportivo e ex ciclista su strada italiano
- 1958 - Igor' Sokolov, ex tiratore a segno russo
- 1958 - Colomán Trabado, ex mezzofondista e ex giocatore di football americano spagnolo
- 1959 - Rosa Belviso, ex calciatrice italiana
- 1959 - Dirk Bikkembergs, stilista belga
- 1959 - Mirosław Boryca, ex cestista polacco
- 1959 - Nicola Cosentino, imprenditore, ex politico e mafioso italiano
- 1959 - Raúl Dubois, ex cestista cubano
- 1959 - Rocío Jiménez, ex cestista spagnola
- 1959 - Josafá Menezes da Silva, arcivescovo cattolico brasiliano
- 1959 - Ines Müller, ex pesista tedesca
- 1959 - Darrin Nelson, ex giocatore di football americano statunitense
- 1959 - Uliana Pernazza, medaglista italiana
- 1959 - Luis Fernando Ramos Pérez, arcivescovo cattolico cileno
- 1959 - Bernard Thibault, sindacalista francese
- 1959 - Steve White, allenatore di calcio e ex calciatore inglese
- 1960 - Ivan Cvjetković, ex calciatore croato
- 1960 - Gigi Di Fiore, giornalista e saggista italiano
- 1960 - John Ebeling, ex cestista e dirigente sportivo statunitense
- 1960 - Rebecca Elson, astronoma e scrittrice canadese († 1999)
- 1960 - Shinji Hosokawa, ex judoka giapponese
- 1960 - Neal Jones, attore cinematografico, attore televisivo e attore teatrale statunitense
- 1960 - Angus Konstam, storico e scrittore scozzese
- 1960 - Sergej Korjaškin, ex schermidore sovietico
- 1960 - Salvatore Marino, comico, cabarettista e attore italiano
- 1960 - Claire Moore, soprano e attrice inglese
- 1960 - Daryn Okada, direttore della fotografia statunitense
- 1960 - Paul Sabu, cantante, compositore e produttore discografico statunitense
- 1960 - Naoki Urasawa, fumettista e musicista giapponese
- 1961 - Ole Bremseth, ex saltatore con gli sci norvegese
- 1961 - Gabrielle Carteris, attrice e sindacalista statunitense
- 1961 - Karen Dalton, ex cestista, allenatrice di pallacanestro e dirigente sportiva australiana
- 1961 - Neil Dudgeon, attore britannico
- 1961 - Roberto Ennas, allenatore di calcio e ex calciatore italiano
- 1961 - Giuliano Grande, attore italiano
- 1961 - Todd Haynes, regista, sceneggiatore e produttore cinematografico statunitense
- 1961 - Liliana Moro, artista italiana
- 1961 - Hitoshi Saitō, judoka e allenatore di judo giapponese († 2015)
- 1961 - Aram Sargsyan, politico armeno
- 1961 - Robert Wexler, politico e avvocato statunitense
- 1961 - Michael Young, ex cestista e allenatore di pallacanestro statunitense
- 1961 - Acácio da Silva, dirigente sportivo e ex ciclista su strada portoghese
- 1962 - Zezé Assis, cestista angolano († 2007)
- 1962 - Cristieana Cojocaru, ex ostacolista e mezzofondista rumena
- 1962 - Tomáš Císařovský, pittore ceco
- 1962 - Nathalie Étienne, ex cestista francese
- 1962 - Thomas Gerull, ex schermidore tedesco
- 1962 - Carmelo Gómez, attore spagnolo
- 1962 - Domenico Moro, allenatore di calcio e ex calciatore italiano
- 1962 - Vitale Nocerino, giocatore di biliardo italiano († 2002)
- 1962 - Ivan Palazzese, pilota motociclistico venezuelano († 1989)
- 1962 - Peter Rhoades-Brown, ex calciatore inglese
- 1962 - Carlo Riccetelli, ex calciatore italiano
- 1962 - Sister Nancy, disc jockey e cantante giamaicana
- 1962 - Graziana Saccocci, canottiera italiana
- 1962 - Adlan Varaev, lottatore russo († 2016)
- 1962 - Franco Vazio, politico italiano
- 1963 - Wiesław Cisek, ex calciatore polacco
- 1963 - David Cone, ex giocatore di baseball statunitense
- 1963 - Luca Devoti, velista italiano
- 1963 - Martín Duffó, ex calciatore peruviano
- 1963 - Carlos Roberto Jatobá, ex calciatore brasiliano
- 1963 - Adrienne-Joi Johnson, attrice e coreografa statunitense
- 1963 - Stephen Kinsey, ex calciatore inglese
- 1963 - Edgar Martínez, ex giocatore di baseball statunitense
- 1963 - Julie Piekarski, attrice statunitense
- 1963 - Marco Zen, ex ciclista su strada italiano
- 1963 - Oļegs Znaroks, ex hockeista su ghiaccio e allenatore di hockey su ghiaccio lettone
- 1964 - Ingo Anderbrügge, allenatore di calcio e ex calciatore tedesco
- 1964 - Luis d'Antín, dirigente sportivo e pilota motociclistico spagnolo
- 1964 - Arsen Avakov, politico ucraino
- 1964 - Tat'jana Černeckaja, ex pentatleta sovietica
- 1964 - Dominic Montserrat, egittologo e papirologo britannico († 2004)
- 1964 - Ignacio Rambla, cavaliere spagnolo
- 1964 - Christian Welp, cestista e allenatore di pallacanestro tedesco († 2015)
- 1964 - Pernell Whitaker, pugile statunitense († 2019)
- 1964 - Wolfgang de Beer, calciatore e allenatore di calcio tedesco († 2024)
- 1965 - Peter Beaumont, ex canottiere britannico
- 1965 - Miloš Belák, ex calciatore cecoslovacco
- 1965 - Maria Paola Turcutto, ex ciclista su strada, ciclocrossista e mountain biker italiana
- 1966 - Artur Akoev, ex sollevatore sovietico
- 1966 - Siobhan Finneran, attrice britannica
- 1966 - Kate Hodge, attrice e produttrice cinematografica statunitense
- 1966 - Massimo Pellegrini, allenatore di calcio e ex calciatore italiano
- 1966 - Irving Thomas, ex cestista statunitense
- 1966 - Vincenzo Vivarini, allenatore di calcio e ex calciatore italiano
- 1966 - Aydın Ələkbərov, ex calciatore azero
- 1967 - Khaled Al-Eid, cavaliere saudita
- 1967 - Basile Boli, ex calciatore ivoriano
- 1967 - Elisso Bolkvadze, pianista e politica georgiana
- 1967 - Massimo Cardelli, ex calciatore italiano
- 1967 - Tia Carrere, attrice, cantante e modella statunitense
- 1967 - Marcelo Costa de Andrade, serial killer brasiliano
- 1967 - Ruth Gemmell, attrice britannica
- 1967 - Jón Gnarr, attore, comico e politico islandese
- 1967 - James Marshall, attore statunitense
- 1967 - Maria Mussini, politica italiana
- 1967 - Erika Norberg, cantante svedese
- 1967 - Christian Obi, calciatore e giocatore di calcio a 5 nigeriano († 2024)
- 1967 - François Pienaar, ex rugbista a 15, allenatore di rugby a 15 e dirigente sportivo sudafricano
- 1967 - Max Ryan, attore britannico
- 1967 - Jesús Velasco, allenatore di calcio a 5 e ex giocatore di calcio a 5 spagnolo
- 1968 - Oleg Vladimirovič Deripaska, imprenditore russo
- 1968 - Abderrazak Djahnit, ex calciatore algerino
- 1968 - Cuba Gooding Jr., attore statunitense
- 1968 - Anky van Grunsven, cavallerizza olandese
- 1968 - Andrea Mayer, pilota motociclistica e pilota di rally tedesca
- 1968 - Scott Mitchell, ex giocatore di football americano statunitense
- 1968 - Evan Parke, attore giamaicano
- 1968 - Oliver Strohmaier, ex saltatore con gli sci austriaco
- 1968 - Gōichi Suda, autore di videogiochi giapponese
- 1969 - István Bagyula, ex astista ungherese
- 1969 - William Fox-Pitt, cavaliere britannico
- 1969 - Pietro Franza, imprenditore e dirigente sportivo italiano
- 1969 - Valerio Gildoni, militare italiano († 2009)
- 1969 - Robby Gordon, pilota automobilistico e pilota di rally statunitense
- 1969 - Beth Malone, attrice e cantante statunitense
- 1969 - Maria Grazia Nazzari, attrice, conduttrice televisiva e regista italiana
- 1969 - Richard Miles, archeologo, conduttore televisivo e storico britannico
- 1969 - Tommy Morrison, pugile e attore statunitense († 2013)
- 1969 - Domingos Paciência, allenatore di calcio e ex calciatore portoghese
- 1969 - Viktor Dmitrievič Smol'skij, chitarrista e polistrumentista bielorusso
- 1969 - Giuseppe Taglialatela, dirigente sportivo, allenatore di calcio e ex calciatore italiano
- 1969 - Christy Turlington, supermodella statunitense
- 1969 - Róbert Švehla, ex hockeista su ghiaccio slovacco
- 1970 - Lee Armstrong, attrice statunitense
- 1970 - Mary Cacciola, conduttrice radiofonica italiana
- 1970 - Raymond Ebanks, rapper finlandese
- 1970 - Yul Jabour, politico venezuelano
- 1970 - Sanda Ladoşi, cantante rumena
- 1970 - Oksana Omel'jančik, ex ginnasta sovietica
- 1970 - Alfonso Papa, ex magistrato e politico italiano
- 1970 - James Patterson, sciatore alpino australiano
- 1970 - Andreas Wecker, ex ginnasta tedesco
- 1970 - Eric Whitacre, compositore, direttore di coro e direttore di banda statunitense
- 1970 - Takuya Ōta, ex lottatore giapponese
- 1971 - Massimiliano Cappellini, dirigente sportivo e ex calciatore italiano
- 1971 - Taye Diggs, attore e cantante statunitense
- 1971 - Ahmed Abou el-Fetouh, ex cestista egiziano
- 1971 - Scot Gemmill, allenatore di calcio e ex calciatore scozzese
- 1971 - Renée Elise Goldsberry, attrice e cantante statunitense
- 1971 - Lisa Harrison, ex cestista e allenatrice di pallacanestro statunitense
- 1971 - Anthony Iob, allenatore di hockey su ghiaccio e ex hockeista su ghiaccio canadese
- 1971 - Laurie Shong, schermidore e pentatleta canadese
- 1971 - Pedro Sporleder, ex rugbista a 15, dirigente d'azienda e imprenditore argentino
- 1971 - Leon Trimmingham, ex cestista americo-verginiano
- 1971 - Zhang Weijuan, ex cestista cinese
- 1972 - Liliana Arriaga, comica, attrice e cabarettista messicana
- 1972 - Roger Beuchat, ex ciclista su strada svizzero
- 1972 - Paolo Bordogna, baritono e basso italiano
- 1972 - André Ehrenberg, ex canoista tedesco
- 1972 - Adam Elliot, sceneggiatore, regista e produttore cinematografico australiano
- 1972 - Arif Erdem, allenatore di calcio e ex calciatore turco
- 1972 - Paweł Januszewski, ex ostacolista polacco
- 1972 - Christopher Lennertz, compositore statunitense
- 1972 - Mattias Norström, ex hockeista su ghiaccio svedese
- 1972 - Vicente Alves do Ó, regista e sceneggiatore portoghese
- 1972 - Egil Østenstad, ex calciatore norvegese
- 1972 - Aljaksandra Pan'kina, ex canottiera bielorussa
- 1972 - Eduardo Pereira, allenatore di calcio e ex calciatore est-timorese
- 1972 - Davide Scala, ex tennista italiano
- 1973 - Svetlana Bubnenkova, ex ciclista su strada russa
- 1973 - Marcello Castellini, dirigente sportivo e ex calciatore italiano
- 1973 - Patrycja Czepiec, ex cestista polacca
- 1973 - Ludwing Irazábal, allenatore di pallacanestro e ex cestista venezuelano
- 1973 - DJ Falcon, disc jockey e produttore discografico francese
- 1973 - Max Sánchez, ex calciatore costaricano
- 1973 - Chris Woodruff, ex tennista statunitense
- 1974 - Helen Clitheroe, ex mezzofondista e siepista britannica
- 1974 - Simone Confalone, allenatore di calcio e ex calciatore italiano
- 1974 - Vanessa Dumas, ex cestista francese
- 1974 - Slavko Duščak, ex cestista e allenatore di pallacanestro sloveno
- 1974 - Ludmila Formanová, ex mezzofondista e velocista ceca
- 1974 - Michèle George, cavallerizza belga
- 1974 - Adalgisa Impastato, ex cestista italiana
- 1974 - Juha Lind, ex hockeista su ghiaccio finlandese
- 1974 - Amy Mainzer, astronoma statunitense
- 1974 - Jean Nuttli, ex ciclista su strada svizzero
- 1974 - Tomáš Řepka, ex calciatore ceco
- 1974 - Jason de Vos, allenatore di calcio e ex calciatore canadese
- 1974 - Yin Yin, ex pallavolista cinese
- 1975 - José Bilibio, ex calciatore argentino
- 1975 - Tore Bjonviken, ex fondista norvegese
- 1975 - Corey Brewer, ex cestista statunitense
- 1975 - Chris Cheney, cantante e chitarrista australiano
- 1975 - Gabriel Hernández, ex pallanuotista e allenatore di pallanuoto spagnolo
- 1975 - Polad Həşimov, generale azero († 2020)
- 1975 - Edi Martini, allenatore di calcio e ex calciatore albanese
- 1975 - Ferran Paredes Rubio, fotografo e direttore della fotografia spagnolo
- 1975 - Giovanni Polidori, pallavolista italiano
- 1975 - Doug Robb, cantautore e musicista statunitense
- 1975 - David Sandström, batterista e produttore discografico svedese
- 1975 - Dax Shepard, attore, regista e sceneggiatore statunitense
- 1975 - Oleksandr Šovkovs'kyj, allenatore di calcio e ex calciatore ucraino
- 1975 - Matteo Stefanelli, saggista, blogger e critico letterario italiano
- 1975 - Reuben Thorne, ex rugbista a 15 e allenatore di rugby a 15 neozelandese
- 1975 - Vladyslav Vaščuk, ex calciatore ucraino
- 1976 - Laura Alonso Padín, soprano spagnolo
- 1976 - Chrysopīgī Devetzī, ex triplista e lunghista greca
- 1976 - Danilo Di Luca, ex ciclista su strada italiano
- 1976 - Nicolas Goussé, ex calciatore francese
- 1976 - Joseph Limeburner, allenatore di calcio e ex calciatore americo-verginiano
- 1976 - Erik Masoero, ex canoista e dirigente sportivo italiano
- 1976 - Paz Vega, attrice e modella spagnola
- 1977 - Khaled Al-Shammari, ex calciatore kuwaitiano
- 1977 - Timothy Beck, ex velocista e ex bobbista olandese
- 1977 - Pedro Depablos, ex calciatore venezuelano
- 1977 - Stefan Koubek, allenatore di tennis e ex tennista austriaco
- 1977 - David Martín Lozano, ex pallanuotista e allenatore di pallanuoto spagnolo
- 1977 - Benjamin Nivet, ex calciatore francese
- 1977 - Pablo Ricchetti, ex calciatore argentino
- 1977 - Annemari Sandell-Hyvärinen, ex fondista finlandese
- 1977 - Siddhartha Khosla, cantautore, polistrumentista e compositore statunitense
- 1978 - Cibelle, cantautrice e musicista brasiliana
- 1978 - Aimo Diana, allenatore di calcio e ex calciatore italiano
- 1978 - Andrew Hughes, allenatore di calcio, dirigente sportivo e ex calciatore inglese
- 1978 - Oliver Lederer, allenatore di calcio e ex calciatore austriaco
- 1978 - Froylán Ledezma, ex calciatore costaricano
- 1978 - Jevhen Levčenko, ex calciatore ucraino
- 1978 - Flower Tucci, attrice pornografica e regista statunitense
- 1978 - Henrik Pedersen, allenatore di calcio e dirigente sportivo danese
- 1978 - Karina Smirnoff, ballerina statunitense
- 1978 - Kjartan Sveinsson, polistrumentista islandese
- 1978 - Neil Swaab, disegnatore, fumettista e scrittore statunitense
- 1978 - Megumi Toyoguchi, doppiatrice giapponese
- 1978 - Yoon Se-ah, attrice sudcoreana
- 1978 - Roberta de Matthaeis, conduttrice radiofonica e conduttrice televisiva italiana
- 1979 - Mustafa Abi, ex cestista turco
- 1979 - Isabella Aguilar, sceneggiatrice italiana
- 1979 - Alessandro Cittadini, cestista e allenatore di pallacanestro italiano
- 1979 - A. J. Finn, editore e scrittore statunitense
- 1979 - Erick Fornaris Álvarez, tuffatore cubano
- 1979 - Jonathan Greening, ex calciatore inglese
- 1979 - Paino Hehea, rugbista a 15 tongano
- 1979 - Erica Hubbard, attrice, scrittrice e produttrice cinematografica statunitense
- 1979 - Bekim Kapič, ex calciatore sloveno
- 1979 - Allessa, cantante austriaca
- 1979 - Jaŭhen Lašankoŭ, ex calciatore bielorusso
- 1979 - Robert Newbery, tuffatore australiano
- 1979 - Kevin Nicholls, ex calciatore inglese
- 1979 - Mariana Rossi, ex hockeista su prato argentina
- 1979 - Jagmeet Singh, politico canadese
- 1979 - Elena Tonnini, politica sammarinese
- 1980 - Danilo Aguirre, ex calciatore argentino
- 1980 - Endrina Álvarez, schermitrice venezuelana
- 1980 - Kemi Badenoch, politica britannica
- 1980 - Charles Bardawil, ex cestista libanese
- 1980 - Christophe Beghin, ex cestista e allenatore di pallacanestro belga
- 1980 - Abdoulaye Camara, ex calciatore maliano
- 1980 - Francesca De Beni, calciatrice italiana
- 1980 - Giōrgos Dedas, allenatore di pallacanestro e ex cestista greco
- 1980 - David Gyasi, attore britannico
- 1980 - Simone Masciarelli, ex ciclista su strada italiano
- 1980 - Jérôme Pineau, dirigente sportivo e ex ciclista su strada francese
- 1981 - Hanno Balitsch, ex calciatore tedesco
- 1981 - Nicola Bresciani, surfista italiano
- 1981 - Wanna Buakaew, pallavolista thailandese
- 1981 - Natascha Börger, modella tedesca
- 1981 - Gilles Cervara, allenatore di tennis francese
- 1981 - Jamie Coyne, ex calciatore australiano
- 1981 - Tat'jana Efimenko, ex altista kirghisa
- 1981 - Christian Elkin, pilota motociclistico britannico
- 1981 - Juan Ferrando, allenatore di calcio spagnolo
- 1981 - Kirk Hinrich, ex cestista statunitense
- 1981 - Aleksandr Aleksandrovič Kozlov, politico russo
- 1981 - Marco Lombardo, politico italiano
- 1981 - María Isabel Moreno, ex ciclista su strada spagnola
- 1981 - Amin Nikfar, ex pesista iraniano
- 1981 - Fabián Robledo, ex giocatore di calcio a 5 spagnolo
- 1981 - Maxi Rodríguez, ex calciatore argentino
- 1981 - Paul-Henri Sandaogo Damiba, militare e politico burkinabé
- 1981 - Roberto Selva, ex calciatore sammarinese
- 1981 - Pedrie Wannenburg, rugbista a 15 sudafricano († 2022)
- 1981 - Zhang Juanjuan, arciera cinese
- 1982 - Marco Candrina, ex calciatore italiano
- 1982 - Andrij Mychajlovyč Chomyn, ex calciatore ucraino
- 1982 - Monica Cirulli, nuotatrice artistica italiana
- 1982 - Dustin Clare, attore australiano
- 1982 - Adriano Cutraro, regista e sceneggiatore italiano
- 1982 - Ahmed El Basha, calciatore sudanese
- 1982 - Ricky Januarie, rugbista a 15 sudafricano
- 1982 - Mahamoudou Kéré, ex calciatore burkinabé
- 1982 - Juan Carlos Mariño, ex calciatore peruviano
- 1982 - Davide Moro, allenatore di calcio e ex calciatore italiano
- 1982 - Stefano Moro, pallavolista italiano
- 1982 - Rasmus Paludan, politico danese
- 1982 - Vincenzo Ripa, ex arbitro di calcio italiano
- 1982 - Mohamed Khider, calciatore sudanese
- 1982 - Athanasia Tsoumeleka, marciatrice greca
- 1982 - Ozéia, ex calciatore brasiliano
- 1983 - Abiodun Agunbiade, ex calciatore nigeriano
- 1983 - Kate Bosworth, attrice statunitense
- 1983 - Denham Brown, ex cestista canadese
- 1983 - Keao Burdine, pallavolista e giocatrice di beach volley statunitense
- 1983 - Rodrigo Campagnaro, giocatore di calcio a 5 brasiliano
- 1983 - Anthony Carrigan, attore statunitense
- 1983 - Trevor Cilia, ex calciatore maltese
- 1983 - Kristen Hager, attrice canadese
- 1983 - José María López de Silva, ex calciatore spagnolo
- 1983 - Sean O'Hanlon, ex calciatore inglese
- 1983 - Jefferson de Oliveira Galvão, ex calciatore brasiliano
- 1983 - David Prieto, ex calciatore spagnolo
- 1984 - Mustafa Abdi, calciatore qatariota
- 1984 - Sultan Al-Touqi, ex calciatore omanita
- 1984 - Tamer Ashour, cantante egiziano
- 1984 - Olesja Belugina, ex ginnasta russa
- 1984 - Luc Ducalcon, ex rugbista a 15 francese
- 1984 - Hassan El Raddad, attore egiziano
- 1984 - Jessica Gao, sceneggiatrice e produttrice cinematografica statunitense
- 1984 - Mavi García, ciclista su strada e ex triatleta spagnola
- 1984 - Robert Helenius, pugile finlandese
- 1984 - Rosario La Mastra, velocista italiano
- 1984 - Alexandre Licata, ex calciatore francese
- 1984 - Billy Mehmet, calciatore irlandese
- 1984 - Frank van Mosselveld, ex calciatore olandese
- 1984 - Aleksandra Rodionova, bobbista e ex slittinista russa
- 1984 - Brenda Spaziani, ex tuffatrice italiana
- 1985 - Alfred Aboya, ex cestista e allenatore di pallacanestro camerunese
- 1985 - Petar Babić, cestista croato
- 1985 - Ismaël Bangoura, ex calciatore guineano
- 1985 - Damien Bodie, attore australiano
- 1985 - Florian Busch, ex hockeista su ghiaccio tedesco
- 1985 - Ivan Dodig, tennista croato
- 1985 - Andreas Ekberg, ex arbitro di calcio svedese
- 1985 - Peter Gadiot, attore britannico
- 1985 - Carla Juri, attrice svizzera
- 1985 - Adrienne Lyle, cavallerizza statunitense
- 1985 - Henrik Møllgaard, ex pallamanista e allenatore di pallamano danese
- 1985 - Marius Neset, sassofonista e compositore norvegese
- 1985 - Konrad Niedźwiedzki, pattinatore di velocità su ghiaccio polacco
- 1985 - Heather O'Reilly, ex calciatrice statunitense
- 1985 - Marcus Sahlman, ex calciatore svedese
- 1985 - Loren Serrano, copilota di rally spagnolo
- 1985 - Sophia Somajo, cantante svedese
- 1985 - Teng Haibin, ginnasta cinese
- 1985 - Liana Balaci, ex tennista romena
- 1985 - Florian Vachon, ex ciclista su strada francese
- 1985 - Mohamed Zemmamouche, calciatore algerino
- 1986 - Mehmet Akyüz, calciatore turco
- 1986 - Ediz Bahtiyaroğlu, calciatore bosniaco († 2012)
- 1986 - Jeff Bauman, scrittore statunitense
- 1986 - Nicolás Bertolo, calciatore argentino
- 1986 - Nathan Cohen, canottiere neozelandese
- 1986 - Libor Hrdlička, ex calciatore slovacco
- 1986 - Michael Jakobsen, calciatore danese
- 1986 - Per Karlsson, ex calciatore svedese
- 1986 - Denniss López, calciatore honduregno
- 1986 - Igor Marenić, velista croato
- 1986 - Randolph Morris, ex cestista statunitense
- 1986 - Volodymyr Pryjomov, calciatore ucraino
- 1986 - Nicole Reinhardt, canoista tedesca
- 1986 - Trombone Shorty, trombonista e trombettista statunitense
- 1986 - Tommaso Vailatti, ex calciatore italiano
- 1987 - Vitalij Anikeenko, hockeista su ghiaccio russo († 2011)
- 1987 - Bondoa Adiaba, calciatore camerunese
- 1987 - Danny Care, rugbista a 15 inglese
- 1987 - Konstantin Čupković, pallavolista serbo
- 1987 - Daryl Fordyce, ex calciatore nordirlandese
- 1987 - Shelley Hennig, modella e attrice statunitense
- 1987 - Nađa Higl, ex nuotatrice serba
- 1987 - Dioko Kaluyituka, ex calciatore della Repubblica Democratica del Congo
- 1987 - Pavlo Ks'onz, calciatore ucraino
- 1987 - Dejan Marijanovič, calciatore sloveno
- 1987 - Clizia Miceli, ex cestista italiana
- 1987 - Robert Milsom, calciatore inglese
- 1987 - Nikola Mitrović, ex calciatore serbo
- 1987 - Heverton Reinaldi, ex giocatore di calcio a 5 brasiliano
- 1987 - Loïc Rémy, ex calciatore francese
- 1987 - Pedro Celestino Silva Soares, ex calciatore capoverdiano
- 1987 - Lauren Storm, attrice statunitense
- 1987 - Michele Vannucci, attore, regista e sceneggiatore italiano
- 1988 - Julian Baumgartlinger, ex calciatore austriaco
- 1988 - Gery Bavetta, thaiboxer e kickboxer italiano
- 1988 - Morten Beck Guldsmed, ex calciatore danese
- 1988 - Sebastián Britos, calciatore uruguaiano
- 1988 - Germán Cano, calciatore argentino
- 1988 - Pablo Chavarría, calciatore argentino
- 1988 - Jean Coral, ex calciatore brasiliano
- 1988 - Julien Cétout, ex calciatore francese
- 1988 - Zhuldyz Eshimova, lottatrice kazaka
- 1988 - Cesare Gradi, pallavolista italiano
- 1988 - Luke Harangody, ex cestista statunitense
- 1988 - Oleh Holodjuk, allenatore di calcio e ex calciatore ucraino
- 1988 - Peter Jánošík, calciatore slovacco
- 1988 - Pavla Klicnarová, ex sciatrice alpina ceca
- 1988 - Nadia Nadim, calciatrice afghana
- 1988 - Andrea Pasqualon, ciclista su strada italiano
- 1988 - Mads Reginiussen, calciatore norvegese
- 1988 - Pavlo Rozlač, militare ucraino
- 1988 - Kelvin Sheppard, ex giocatore di football americano e allenatore di football americano statunitense
- 1988 - Yūsuke Suzuki, marciatore giapponese
- 1988 - Jimmy Tuivaiti, rugbista a 15 neozelandese
- 1988 - Wanderson Cristaldo Farias, calciatore brasiliano
- 1989 - Fabio Balsamo, attore, comico e conduttore televisivo italiano
- 1989 - Aymen Belaïd, calciatore tunisino
- 1989 - Olivia Bertrand, ex sciatrice alpina francese
- 1989 - Francesco Bini, calciatore italiano
- 1989 - Valentin Crețu, calciatore rumeno
- 1989 - Mignane Diouf, calciatore senegalese
- 1989 - Ferhat Kiraz, ex calciatore turco
- 1989 - Bianca Knight, velocista statunitense
- 1989 - Roberto Maytín, ex tennista venezuelano
- 1989 - Lydia Morgenstern, doppiatrice e conduttrice radiofonica tedesca
- 1989 - Fozil Musayev, calciatore uzbeko
- 1989 - Sunny Omoregie, calciatore nigeriano
- 1989 - Derlis Orué, calciatore paraguaiano
- 1989 - Şeref Osmanoğlu, triplista ucraino
- 1989 - Renata Spagnolo, ex nuotatrice italiana
- 1989 - Okilani Tinilau, velocista e calciatore tuvaluano
- 1989 - Renan Silva, calciatore brasiliano
- 1990 - Karel Abraham, pilota motociclistico ceco
- 1990 - Maurício Alves Peruchi, calciatore brasiliano († 2014)
- 1990 - Shimelis Bekele, calciatore etiope
- 1990 - Ekaterina Bogačëva, pallavolista russa
- 1990 - Jackie Carmichael, cestista statunitense
- 1990 - Aleksandr Fil'cov, ex calciatore russo
- 1990 - Mıhaıl Gabyshev, calciatore kazako
- 1990 - Sergio Galdós, ex tennista peruviano
- 1990 - Aaron Greene, calciatore irlandese
- 1990 - Badr Kachani, calciatore marocchino
- 1990 - Burak Kaplan, ex calciatore tedesco
- 1990 - Karolína Kloučková, ex sciatrice alpina ceca
- 1990 - Tomasz Kupisz, calciatore polacco
- 1990 - Liridon Makolli, giocatore di calcio a 5 e calciatore svedese
- 1990 - Denis Rassulov, calciatore moldavo
- 1990 - Marco Rizzo, pallavolista italiano
- 1990 - Bernadette Schild, ex sciatrice alpina austriaca
- 1990 - Matt To'omua, rugbista a 15 australiano
- 1991 - Timur Arslanov, schermidore russo
- 1991 - Luís Pedro Cavanda, calciatore belga
- 1991 - Giulia Ciabattoni, ex pallavolista italiana
- 1991 - Aaron Cook, taekwondoka britannico
- 1991 - Adefolarin Durosinmi, calciatore nigeriano
- 1991 - Harry Forrester, ex calciatore inglese
- 1991 - Ben Hardy, attore britannico
- 1991 - Yūki Honda, calciatore giapponese
- 1991 - Katrin Loo, calciatrice estone
- 1991 - Danny Miller, attore britannico
- 1991 - Oktawia Nowacka, pentatleta polacca
- 1991 - Nicolás Pasquini, calciatore argentino
- 1991 - Sergej Petrov, calciatore russo
- 1991 - Yany Prado, attrice cubana
- 1991 - Davide Santon, ex calciatore italiano
- 1991 - Josh Taylor, pugile britannico
- 1991 - Romed Vieider, ex cestista austriaco
- 1991 - Michelle Williams, nuotatrice canadese
- 1992 - Abdul Baset Al-Sarout, attivista e militare siriano († 2019)
- 1992 - Laura Baggi, pallavolista italiana
- 1992 - Jhon Chancellor, calciatore venezuelano
- 1992 - Viktor Claesson, calciatore svedese
- 1992 - Mamoudou Doumbouya, giocatore di football americano francese
- 1992 - Abbie Eaton, pilota automobilistica britannica
- 1992 - Ali Fathi, calciatore egiziano
- 1992 - Paulo Gazzaniga, calciatore argentino
- 1992 - Alexander Groven, calciatore norvegese
- 1992 - Isabella Holland, ex tennista australiana
- 1992 - Ignacio Maganto, calciatore spagnolo
- 1992 - Aleksej Marčenko, hockeista su ghiaccio russo
- 1992 - Lachlan Morton, ciclista su strada australiano
- 1992 - Teemu Pulkkinen, hockeista su ghiaccio finlandese
- 1992 - Elivelto, calciatore brasiliano
- 1992 - Marko Simonovski, calciatore macedone
- 1992 - Clelia Tini, nuotatrice sammarinese
- 1992 - Ömer Ali Şahiner, calciatore turco
- 1993 - Jonna Andersson, calciatrice svedese
- 1993 - Yazid Atouba, ex calciatore camerunese
- 1993 - Molham Babouli, calciatore siriano
- 1993 - Rúben Freitas, calciatore portoghese
- 1993 - Rodrigo Gómez, calciatore argentino
- 1993 - Rebekka Haase, velocista tedesca
- 1993 - Daniel Huber, saltatore con gli sci austriaco
- 1993 - Nodar Kavtaradze, calciatore russo
- 1993 - David Nshimirimana, calciatore burundese
- 1993 - Giada Oliviero, calciatrice italiana
- 1993 - Marcel Schrötter, pilota motociclistico tedesco
- 1993 - Amela Terzić, mezzofondista serba
- 1993 - Bryson Tiller, cantautore e rapper statunitense
- 1994 - Nils Allègre, sciatore alpino francese
- 1994 - Marco Bernardi, calciatore sammarinese
- 1994 - Lisa Blomqvist, ex sciatrice alpina svedese
- 1994 - Ronald Darby, giocatore di football americano statunitense
- 1994 - Valentina Giacinti, calciatrice italiana
- 1994 - Hiroto Goya, calciatore giapponese
- 1994 - Szilveszter Hangya, calciatore ungherese
- 1994 - Gérald Kilota, calciatore francese
- 1994 - Angela Lowak, pallavolista statunitense
- 1994 - Adam Masina, calciatore marocchino
- 1994 - Gonzalo Melero, calciatore spagnolo
- 1994 - Nemanja Nenadić, cestista serbo
- 1994 - Dany Priso, rugbista a 15 francese
- 1994 - Joaquim Salarich, sciatore alpino spagnolo
- 1994 - Faustin Senghor, calciatore senegalese
- 1994 - Žiga Štern, pallavolista sloveno
- 1995 - Giorgi Aburjania, calciatore georgiano
- 1995 - Lorenzo Andrenacci, calciatore italiano
- 1995 - Milčo Angelov, calciatore bulgaro
- 1995 - Marcelo Hermes, calciatore brasiliano
- 1995 - Artem Habelok, calciatore ucraino
- 1995 - Li Meng, cestista cinese
- 1995 - Luka Lučić, calciatore croato
- 1995 - Xavier Moon, cestista statunitense
- 1995 - Matteo Morelli, pallanuotista italiano
- 1995 - Jorys Mène, calciatore francese
- 1995 - Audrys Nin Reyes, ginnasta dominicano
- 1995 - Renata Notni, attrice e modella messicana
- 1995 - Lorenzo Paramatti, calciatore italiano
- 1995 - Artem Radčenko, calciatore ucraino
- 1995 - Fanny Roos, pesista svedese
- 1995 - Aaron Tshibola, calciatore congolese (Repubblica Democratica del Congo)
- 1995 - Yang Liwei, cestista cinese
- 1995 - Júlio César de Rezende Miranda, calciatore brasiliano
- 1996 - Nana Opoku Ampomah, calciatore ghanese
- 1996 - Deaken Bluman, attore statunitense
- 1996 - Jonah Bolden, cestista australiano
- 1996 - Darwin Echeverry, velocista spagnolo
- 1996 - Gustavo Ferrareis, calciatore brasiliano
- 1996 - Erika Furlani, altista italiana
- 1996 - Lucien Koch, ex snowboarder svizzero
- 1996 - Jules Lapierre, fondista francese
- 1996 - Kamil Małecki, ciclista su strada polacco
- 1996 - Yosh Nijman, giocatore di football americano statunitense
- 1996 - Ferdinand Omanyala, velocista keniota
- 1996 - Alperi Onar, cestista turca
- 1996 - Viv Solomon-Otabor, calciatore inglese
- 1996 - Claudio Villagra, calciatore argentino
- 1996 - Laila Youssifou, canottiera olandese
- 1996 - Yu Xiaoyu, pattinatrice artistica su ghiaccio cinese
- 1996 - Lourency, calciatore brasiliano
- 1996 - Cihat Çelik, calciatore olandese
- 1997 - Alan Barrionuevo, calciatore argentino
- 1997 - Gijs Blom, attore olandese
- 1997 - Artem Dudik, calciatore ucraino
- 1997 - Patrick Gasman, pallavolista statunitense
- 1997 - Ammi Hondo, sciatrice alpina giapponese
- 1997 - Phil Hoskins, giocatore di football americano statunitense
- 1997 - Adam Jakubech, calciatore slovacco
- 1997 - Danylo Karas', calciatore ucraino
- 1997 - Kareem Orr, giocatore di football americano statunitense
- 1997 - Léo Le Blé Jaques, snowboarder francese
- 1997 - Arshad Nadeem, giavellottista pakistano
- 1997 - Fionn O'Shea, attore irlandese
- 1997 - Patrick Pentz, calciatore austriaco
- 1997 - Florent Poulolo, calciatore francese
- 1997 - Aishath Sajina, nuotatrice maldiviana
- 1997 - Melis Sezen, attrice e ballerina turca
- 1997 - Dalton Solbrig, pallavolista statunitense
- 1997 - Carlos Soler, calciatore spagnolo
- 1997 - Morten Thoresen, lottatore norvegese
- 1997 - Gladys Verhulst, ciclista su strada francese
- 1998 - Hideyoshi Arakaki, calciatore peruviano
- 1998 - Margherita De Risi, doppiatrice italiana
- 1998 - Chidera Ejuke, calciatore nigeriano
- 1998 - Sheka Fofanah, calciatore sierraleonese
- 1998 - Timothy Fosu-Mensah, calciatore olandese
- 1998 - Manu García, calciatore spagnolo
- 1998 - Damjan Gojkov, calciatore serbo
- 1998 - Ayhancan Güven, pilota automobilistico turco
- 1998 - Abbas Ibrahim, calciatore nigeriano
- 1998 - Chrīstos Kountouriōtīs, calciatore greco
- 1998 - Alija Krnić, calciatore montenegrino
- 1998 - Anna Larkina, nuotatrice artistica russa
- 1998 - Bjørn Magnussen, pattinatore di velocità su ghiaccio norvegese
- 1998 - Junto Nakatani, pugile giapponese
- 1998 - D'wayne Obi, giocatore di football americano britannico
- 1998 - Eric Calvillo, calciatore salvadoregno
- 1998 - Teklemariam Shanko, calciatore etiope
- 1998 - Luca Taranzano, ex sciatore alpino italiano
- 1998 - Basile Yamkam, calciatore camerunese
- 1999 - Khalifa Al-Dawsari, calciatore saudita
- 1999 - Mouhamed Belkheir, calciatore algerino
- 1999 - Luis Chiquillo, calciatore venezuelano
- 1999 - Luis Coordes, calciatore dominicano
- 1999 - Austin Deculus, giocatore di football americano statunitense
- 1999 - Trestan Ebner, giocatore di football americano statunitense
- 1999 - Christian Elliss, giocatore di football americano statunitense
- 1999 - Vicente Esquerdo, calciatore spagnolo
- 1999 - Cristian González, calciatore uruguaiano
- 1999 - Matthew Gotel, giocatore di football americano statunitense
- 1999 - Giōrgos Kalaitzakīs, cestista greco
- 1999 - Panagiōtīs Kalaitzakīs, cestista greco
- 1999 - Alexander Mojžiš, calciatore slovacco
- 1999 - Fernando Tatís Jr., giocatore di baseball dominicano
- 1999 - Vincenzo Tozzi, pallanuotista italiano
- 1999 - Aaron Wiggins, cestista statunitense
- 1999 - Facundo Zabala, calciatore argentino
- 2000 - Elianis Armentero, cestista cubana
- 2000 - Lorenz Brenneke, cestista tedesco
- 2000 - Rodrigo Conceição, calciatore portoghese
- 2000 - Diego Luna, calciatore venezuelano
- 2000 - Abou Lô, calciatore senegalese
- 2000 - Amadou N'Diaye, calciatore senegalese
- 2000 - Patryk Plewka, calciatore polacco
- 2000 - Isotta Sportelli, nuotatrice artistica italiana

## XXI secolo(45)
- 2001 - Rodrigo Auzmendi, calciatore argentino
- 2001 - Pablo Castrillo, ciclista su strada spagnolo
- 2001 - Julija Eŭčyk, ginnasta bielorussa
- 2001 - Damián Fernández, calciatore argentino
- 2001 - Wakaba Higuchi, pattinatrice artistica su ghiaccio giapponese
- 2001 - Kerr Kriisa, cestista estone
- 2001 - Formose Mendy, calciatore senegalese
- 2001 - Mateusz Młyński, calciatore polacco
- 2001 - Luiz Henrique, calciatore brasiliano
- 2001 - Prabhsukhan Singh Gill, calciatore indiano
- 2002 - Thierno Ballo, calciatore austriaco
- 2002 - Francisco Bonfiglio, calciatore argentino
- 2002 - Kerwin Vargas, calciatore colombiano
- 2002 - Tymur Korablin, calciatore ucraino
- 2002 - Million Manhoef, calciatore olandese
- 2002 - Karlo Miljanić, calciatore croato
- 2002 - Abdulla Qədimbəyli, scacchista azero
- 2002 - Rylan Wiens, tuffatore canadese
- 2003 - Stefan Despotovski, calciatore macedone
- 2003 - CJ Egan-Riley, calciatore inglese
- 2003 - Cəlal Hüseynov, calciatore azero
- 2003 - Landon Jackson, giocatore di football americano statunitense
- 2003 - Stefan Nillessen, mezzofondista olandese
- 2003 - Kazeem Olaigbe, calciatore belga
- 2003 - Mohamed Ouédraogo, calciatore burkinabé
- 2003 - Chop Robinson, giocatore di football americano statunitense
- 2003 - Jesús Vázquez, calciatore spagnolo
- 2003 - Elye Wahi, calciatore francese
- 2004 - Abdul Carter, giocatore di football americano statunitense
- 2004 - Santiago Esquivel, calciatore argentino
- 2004 - Aleksandar Kahvić, calciatore bosniaco
- 2004 - Anouk Koevermans, tennista olandese
- 2004 - Tomás Nasif, calciatore argentino
- 2004 - Pablo Felipe Pereira de Jesus, calciatore portoghese
- 2004 - Agustín Vera, calciatore uruguaiano
- 2004 - Adriana Vilagoš, giavellottista serba
- 2004 - Giovanni van Zwam, calciatore olandese
- 2005 - Nahuel Arias, calciatore argentino
- 2005 - Robbie Lee, tuffatore britannico
- 2005 - Lucas Quintana, calciatore paraguaiano
- 2005 - Tekcham Abhishek Singh, calciatore indiano
- 2006 - Nathalie Armbruster, combinatista nordica tedesca
- 2006 - Axel Atum, calciatore argentino
- 2006 - Claudio Echeverri, calciatore argentino
- 2006 - Maximiliano Porcel, calciatore argentino